# WIMP
En astrofísica, WIMP (sigla en inglés de weakly interacting massive particles; en español "partículas masivas débilmente interactuantes") son unas partículas hipotéticas que podrían explicar el problema de la materia oscura.
Estas partículas, además de interactuar por medio de la gravedad con la materia visible, también lo hacen a través de interacciones nuevas (no asociadas al Modelo Estándar) que se estiman tienen una magnitud similar a las interacciones asociadas a la fuerza nuclear débil. No se pueden ver directamente, ya que no interactúan y no emiten  radiación electromagnética y tampoco reaccionan enérgicamente con el núcleo del átomo debido a que no interactúan con la fuerza nuclear fuerte.
Esta combinación de supuestas características hace que los WIMP presenten propiedades muy similares a las de los neutrinos, con la diferencia de que los WIMP deberían de ser mucho más masivos, y por lo tanto, más lentos.
Las WIMP son posiblemente las candidatas más prominentes a materia oscura. Su popularidad se debe a que, además de ofrecer oportunidades de detección en experimentos terrestres, éstas aparecen comúnmente en extensiones del Modelo Estándar como por ejemplo, extensiones supersimétricas donde la partícula supersimétrica más ligera (LSP, por sus siglas en inglés) puede ser materia oscura, siempre y cuando la paridad-R se conserve.

## Características de los WIMP
Aunque la existencia de los WIMPs en la naturaleza es actualmente una mera hipótesis, podría resolver una gran cantidad de problemas astrofísicos y cosmológicos relacionados con la materia oscura. Las principales características de un WIMP son:
- Interactúan solamente con la fuerza nuclear débil y con la gravedad, y puede que con otras fuerzas no mayores que la fuerza nuclear débil.
- Masa realmente elevada en comparación con las partículas del modelo estándar (de hecho, los WIMPs con una masa menor a 1 GeV entran dentro de la denominación de Materia Oscura Ligera).

Debido a la naturaleza neutra de estas partículas, las observaciones electromagnéticas no son capaces de detectarlas. A causa de su enorme masa, deberían moverse muy lentamente, y, por tanto, ser muy frías, y es por ello que deberían permanecer concentradas. Se han realizado simulaciones de universos llenos de materia oscura fría que arrojan distribuciones galácticas muy similares a las observadas. Los principales candidatos para componer la "materia oscura fría" son, aparte de los WIMPs, los MACHOs (en inglés wimp significa algo así como "enclenque, afeminado", por ello se optó en contraste por el nombre de MACHOs, con el significado de "massive compact halo objects").
En contraste con los MACHOs, el modelo estándar de física de partículas no alberga ninguna partícula que posea las propiedades de las WIMPs. Las partículas de este modelo que sí que interactúan con la materia normal, como los neutrinos, son muy ligeras, por lo que son rápidas y están muy calientes. La materia oscura caliente es incompatible con los modelos cosmológicos, pues en ese caso el universo debería de ser mucho más homogéneo de lo que observamos. Muchos de los hipotéticos WIMP se explican mediante la supersimetría, como podría ser el neutralino, aunque la mayoría de estas partículas no se han logrado observar todavía.

## Historia térmica de las WIMPs
Dentro del paradigma de las WIMPs, la materia oscura se produjo en el origen del universo e inicialmente se encontraba en contacto térmico con el Modelo Estándar. Sin embargo, al expandirse y enfriarse el universo, estas partículas salieron del equilibrio térmico lo cual produjo un "congelamiento" en el tiempo de la densidad de materia oscura. La evolución de la densidad de materia oscura se puede estudiar por medio de la ecuación de Boltzmann.
La ecuación de Boltzmann para partículas con cierta distribución en el espacio fase {\displaystyle f_{\chi }(x,p)} dice que 
{\displaystyle L[f]=C[f],}
donde L y C son el operador de Liouville y el operador de colisión. El lado izquierdo de la ecuación representa el cambio neto en el tiempo de la densidad del espacio fase de la partículas, mientras que el lado derecho representa el número de partículas por unidad de volumen de espacio fase ganado o perdido por unidad de tiempo. 
En un universo homogéneo e isotrópico descrito por la métrica FRW, después de integrar sobre todo el espacio fase, el operador de Lioville toma la forma:
{\displaystyle {\dot {n}}_{\chi }+3Hn_{\chi }}
donde H es el factor de Hubble, g el número de grados de libertad de la partícula {\displaystyle \chi } y {\displaystyle n_{\chi }} la densidad numérica dada por:
{\displaystyle n_{\chi }=g\int f_{\chi }(E,t){\frac {d^{3}p}{(2\pi )^{3}}}.}
Por otra parte, el término del lado derecho para un proceso 2 a 2, {\displaystyle ij\leftrightarrow ab}, toma la forma:
{\displaystyle g_{i}\int C[f]{\frac {d^{3}p_{i}}{(2\pi )^{3}}}=-\int \sigma _{ij\to ab}v[dn_{i}dn_{j}-dn_{i}^{eq}dn_{j}^{eq}]}
después de ignorar factores estadísticos y utilizar la definición de la sección transversal sin polarizar {\displaystyle \sigma _{ij\to ab}}. En el caso en que las partículas i y j son idénticas ({\displaystyle n_{i}=n_{j}=n}) la ecuación de Boltzmann se reduce a la forma:
{\displaystyle {\dot {n}}+3Hn=-<\sigma _{ij\to ab}v>(n^{2}-n_{eq}^{2})}.
La cantidad {\displaystyle <\sigma _{ij\to ab}v>} se conoce como la sección transversal promediada térmicamente o simplemente sección transversal promedio. La definición de esta está dada por:
{\displaystyle <\sigma v>={\frac {1}{8m^{4}TK_{2}^{2}(m/T)}}\int \sigma (s-4m^{2}){\sqrt {s}}K_{1}({\sqrt {s}}/T)ds}
Donde m y T son la masa y temperatura de la materia oscura respectivamente, s es una de  las variables de Mandelstam, {\displaystyle s=(p_{1}+p_{2})^{2}} y las funciones K son las funciones de Bessel modificadas de segunda especie. La sección transversal promedio es la cantidad que encapsula todas las propiedades del modelo de WIMPs en cuestión.
Por motivos prácticos, es común introducir variables adimensionales {\displaystyle Y\equiv n/s} ({\displaystyle s} es la entropía comóvil) y {\displaystyle x\equiv m/T} con las cuales se remueven los efectos debido a la expansión del universo y la ecuación de Boltzmann adopta la forma:
{\displaystyle {\frac {dY}{dx}}={\frac {1}{3H}}{\frac {ds}{dx}}\langle \sigma v\rangle (Y^{2}-Y_{eq}^{2}).}
En general no existen soluciones analíticas para la ecuación anterior, aunque es posible obtener soluciones semi-analíticas para ciertos límites. La evolución de la densidad se puede entender por medio del cociente entre la tasa de aniquilación {\displaystyle \Gamma =\langle \sigma v\rangle n} y el factor de Hubble, {\displaystyle \Gamma /H}. Cuando {\displaystyle \Gamma /H\gg 1}, la materia oscura se mantiene en equilibrio térmico pues las reacciones que mantienen el equilibrio son más eficientes que los efectos de expansión. Sin embargo, cuando la tasa de aniquilación alcanza valores similares a los del factor de Hubble, las aniquilaciones de materia oscura dejan de ser eficientes y la densidad comóvil {\displaystyle Y} departe del equilibrio. A esta salida del equilibrio se le conoce como "congelamiento" (freeze-out en inglés). Una vez que {\displaystyle \Gamma /H\ll 1}, la densidad de materia oscura ha salido del equilibrio y se mantiene constante.
En general, una partícula de materia oscura con secciones transversales del orden de las interacciones débiles, i.e. {\displaystyle \langle \sigma v\rangle \approx 3\times 10^{-26}cm^{3}s^{-1}} y una masa de orden similar a la de los bosones {\displaystyle W^{\pm }} y {\displaystyle Z^{0}}
({\displaystyle {\mathcal {O}}(10^{2})GeV}) puede reproducir la densidad de materia oscura observada. A este hecho se le denomina el milagro WIMP.

## Detección experimental
Los WIMPs son extremadamente difíciles de detectar debido a que solo interactuarían a través de las fuerzas nuclear débil y gravitatoria. Sin embargo, se han realizado algunos experimentos con el fin de detectar estas hipotéticas partículas, ya sea directa o indirectamente. Ya que no nos sirve el electromagnetismo para detectar estas partículas, la única manera de hacerlo es detectando el impacto de una de ellas sobre el núcleo de un átomo, aunque como la sección eficaz de estos impactos es muy pequeña, la probabilidad de que ocurra dicho impacto es altamente improbable. Sin embargo, si la materia oscura está compuesta de WIMPs, el universo debería de estar repleto de estas partículas. De hecho, el número de ellas debería ser tan elevado que aproximadamente 1013 de estas partículas atravesarían por segundo cada kilogramo de tu cuerpo. A pesar de que la probabilidad de impacto sea tan minúscula, como deberían existir tal cantidad de ellos, puede que alguno sí que logre impactar contra algún núcleo. 
Por ello, una forma de detectar estos hipotéticos impactos sería observar el Sol, pues debido a la cantidad de átomos que alberga es más probable que impacte sobre un núcleo de helio o algún protón. Este impacto provocaría una pérdida de energía en el WIMP, que inmediatamente sería absorbida por el Sol, causando que los WIMPs se aniquilen unos a otros, lo que daría lugar a la expulsión de una gran variedad de partículas, entre las que se podrían encontrar neutrinos altamente energéticos. Estos neutrinos alcanzarían seguidamente la Tierra, donde podrían ser detectados por numerosos observatorios de neutrinos, como el Super-Kamiokande, en Japón. Se están realizando experimentos similares para detectar neutrinos causados por aniquilaciones de WIMP tanto en la Tierra, como en el centro de la galaxia.
Cabe apuntar que, aunque la mayoría de estos modelos indican que deberían ser capturados en los cuerpos celestes una gran cantidad de estos WIMPs para que los experimentos tengan éxito, podría resultar que los modelos sean incorrectos, o que solamente expliquen una parte del fenómeno de la materia oscura. Además, aparte de los experimentos que pretenden explicar indirectamente la existencia de la materia oscura fría, para solidificar la teoría se necesitarían también pruebas directas de la existencia de los WIMPs. 
Aunque la mayoría de los WIMPs atravesarían el Sol o la Tierra sin interactuar con ellos, se cree que un detector lo suficientemente grande podría interactuar, al menos, unas cuantas ocasiones cada año. El modo de detectar WIMPs es muy similar al modo de detectar neutrinos.

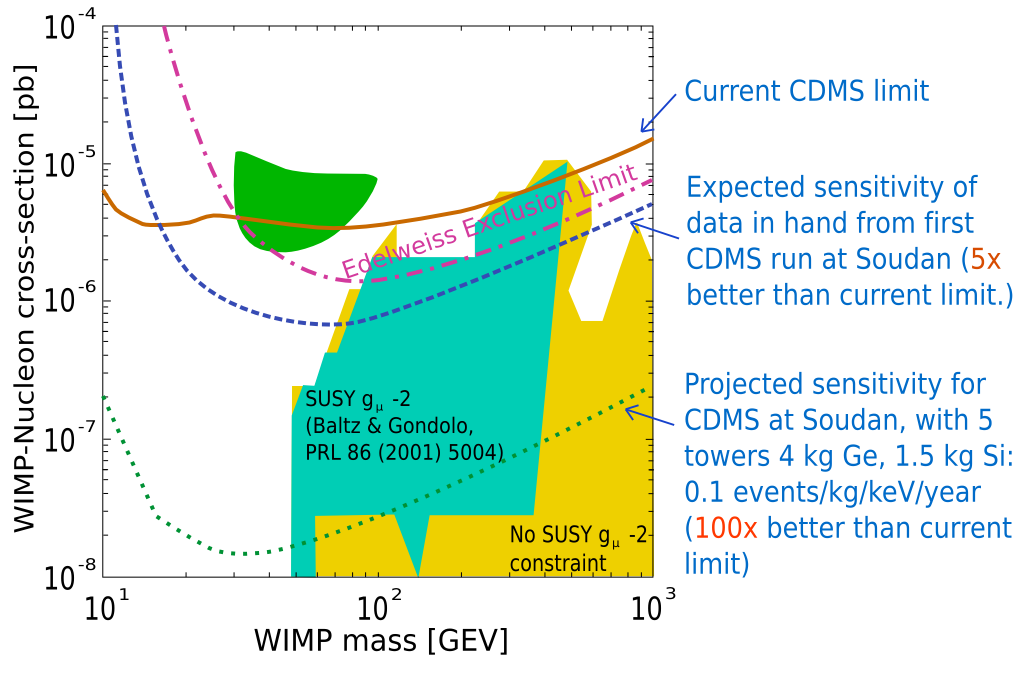
Datos de mayo de 2004. La zona verde representa el resultado del experimento DAMA, en comparación con los límites de precisión de los experimentos CDMS y EDELWEISS.

El CDMS (Cryogenic Dark Matter Search), situado en la mina Soudan (Minnesota, Estados Unidos), utiliza una técnica basada en el almacenamiento de cristales de germanio y silicio a una temperatura muy fría. Los cristales, que tienen un tamaño similar al de un disco de hockey, son enfriados a la temperatura de 50 milikelvin (0,05 K). Esta temperatura tan cercana al cero absoluto hace que los átomos del cristal vibren muy lentamente, por lo que, si cualquier WIMP impactara contra un átomo del cristal, se produciría una onda de sonido, pues el átomo que recibe el impacto desplaza en su vibración a los átomos de su alrededor, tarea de la que se encarga una capa de metal (aluminio y tungsteno). Este tungsteno se encuentra a una temperatura crítica, por lo que ejerce de superconductor, y las vibraciones que se generan en el cristal calientan la capa de metal, que se detecta a través del cambio en la resistencia del mismo.
Otro modo de detectar el impacto de WIMPs sobre átomos es mediante el uso de un material centelleador. De esta manera, el átomo que recibe el impacto genera pulsos lumínicos. Buenos ejemplos de ello son el experimento DEAP (Dark Matter Experiment using Argon Pulse-shape discrimination), que planea almacenar una gran cantidad de argón líquido, o el experimento DAMA/NaI, que se desarrolló entre 1996 y 2002 en el Laboratori Nazionali del Gran Sasso, en Italia. En dicho experimento se utilizaron cristales de yoduro de sodio, de unos 10 kg cada uno, rodeados de tubos fotomultiplicadores. La técnica que utilizó se basaba en la detección de fotones, desechando los que correspondían a otras causas. El experimento pretendía, además de probar la existencia de los WIMPs y de determinar alguna de sus características, comprobar si la época del año influía en la frecuencia de los impactos, pues esta es una de las características que se ha predicho. El experimento, de hecho, detectó impactos contra los átomos del cristal que son compatibles con las características de los WIMPs, y verificó una variación estacional de los sucesos de detección. Sin embargo, dado que la única prueba de la existencia de los WIMPs aportada por el experimento es dicha variación estacional y que otros muchos experimentos no han confirmado esta variación, la mayoría de los científicos continúan siendo escépticos con respecto a la existencia de los WIMPs.
Se prevé que si los fotones detectados por el experimento DAMA fueron verdaderamente causados por WIMPs los experimentos CDMS y EDELWEISS observen una gran cantidad de núcleos desparramados provenientes de WIMPs.